# Carlos Apna Embaló
Carlos Apna Embaló (Bissau, 25 de novembro de 1994) é um futebolista profissional bissauense que atua como meia.

## Carreira
Carlos Apna Embaló começou a carreira no Palermo.